# 週刊・ヤング情報
『週刊・ヤング情報』（しゅうかん・ヤングじょうほう）は、1991年4月6日から1992年3月14日までNHK総合テレビで放送された若者向けのトーク番組・教養番組である。放送時間は毎週土曜 23:30 - 24:15 （日本標準時）であった。

## 出演者
- 桂三枝（後の六代桂文枝）
- 緒方晶子
- 羽野晶紀 - 1991年10月から出演。
- 秋元康
- 京極純一

## エンディングテーマ
- キスの途中（作詞：秋元康、作曲：織田哲郎、歌：B.B.クィーンズ）